# Élections sénatoriales de 2001 en Lot-et-Garonne
Les élections sénatoriales en Lot-et-Garonne ont lieu le dimanche 23 septembre 2001. Elles ont pour but d'élire les sénateurs représentant le département au Sénat pour un mandat de neuf années.

## Contexte départemental
Lors des élections sénatoriales du 27 septembre 1992 en Lot-et-Garonne, deux sénateurs ont été élus selon un scrutin majoritaire.
Depuis, tous les effectifs du collège électoral des grands électeurs ont été renouvelés, avec les élections législatives de 1997 en Lot-et-Garonne, les élections européennes de 1999, les élections régionales françaises de 1998, les élections cantonales de 1998 et 2001 et les élections municipales françaises de 2001.

## Sénateurs sortants
| Sénateur | Sénateur             | Parti | Fonctions lors de l'élection en 1992    |
| -------- | -------------------- | ----- | --------------------------------------- |
|          | Jean François-Poncet | UDF   | Président du conseil général            |
|          | Raymond Soucaret     | UDF   | Conseiller général, maire de Francescas |

## Présentation des candidats
Les nouveaux représentants sont élus pour une législature de 6 ans au suffrage universel indirect par les 935 grands électeurs du département. Dans le Lot-et-Garonne, les sénateurs sont élus au scrutin majoritaire à deux tours. Leur nombre reste inchangé, 2 sénateurs sont à élire. Ils sont 16 candidats dans le département, chacun avec un suppléant.
| Candidats | Candidats            | Parti | Principale fonction                                        |
| --------- | -------------------- | ----- | ---------------------------------------------------------- |
|           | Daniel Soulage       | UDF   | Sénateur sortant, conseiller général, maire de Monflanquin |
|           | Jean François-Poncet | UDF   | Sénateur sortant, président du conseil général             |
|           | Paul Chollet         | UDF   | Conseiller général, ancien maire d'Agen                    |
|           | Guy Saint-Martin     | PS    | Conseiller général                                         |
|           | Victor Guy           | PCF   | Maire de Hautefage-la-Tour                                 |
|           | Joëlle Ferrer        | PCF   |                                                            |
|           | Jean-Louis Mateos    | PRG   |                                                            |
|           | Maurice Orenstein    | LV    |                                                            |
|           | Gérard Belmas        | FN    |                                                            |
|           | Pierre Berson        | MNR   |                                                            |
|           | Catherine Boyer      | MNR   |                                                            |
|           | Patrice Lemonnier    | UCF   |                                                            |
|           | Patrick Leleu        | UCF   |                                                            |

## Résultats
| Candidat et parti politique | Candidat et parti politique | Candidat et parti politique | Premier tour | Premier tour | Second tour | Second tour |       |
| Candidat et parti politique | Candidat et parti politique | Candidat et parti politique | Voix         | %            | Voix        | %           |       |
| --------------------------- | --------------------------- | --------------------------- | ------------ | ------------ | ----------- | ----------- | ----- |
|                             | Daniel Soulage              | UDF                         | 456          | 49,84        | 548         | 60,75       | 60,75 |
|                             | Jean François-Poncet        | UDF                         | 451          | 49,29        | 501         | 55,54       |       |
|                             | Guy Saint-Martin            | PS                          | 353          | 38,58        | 380         | 42,13       |       |
|                             | Paul Chollet                | UDF                         | 225          | 24,59        |             |             |       |
|                             | Victor Guy                  | PCF                         | 80           | 8,74         | 230         | 25,50       |       |
|                             | Jean-Louis Mateos           | PRG                         | 60           | 6,56         |             |             |       |
|                             | Joëlle Ferrer               | PCF                         | 55           | 6,01         |             |             |       |
|                             | Maurice Orenstein           | LV                          | 49           | 5,36         |             |             |       |
|                             | Gérard Belmas               | FN                          | 7            | 0,77         |             |             |       |
|                             | Patrice Lemonnier           | UCF                         | 3            | 0,33         |             |             |       |
|                             | Pierre Berson               | MNR                         | 2            | 0,58         |             |             |       |
|                             | Patrick Leleu               | UCF                         | 1            | 0,11         |             |             |       |
|                             | Catherine Boyer             | MNR                         | 1            | 0,11         |             |             |       |
|                             |                             |                             |              |              |             |             |       |
| Inscrits                    | Inscrits                    | Inscrits                    | 935          | 100,00       | 935         | 100,00      |       |
| Abstentions                 | Abstentions                 | Abstentions                 | 8            | 0,06         | 8           | 0,68        |       |
| Votants                     | Votants                     | Votants                     | 927          | 99,14        | 927         | 99,14       |       |
| Blancs et nuls              | Blancs et nuls              | Blancs et nuls              | 12           | 1,30         | 25          | 2,70        |       |
| Exprimés                    | Exprimés                    | Exprimés                    | 915          | 98,70        | 902         | 97,30       |       |